# Krunoslav Šebrek
Krunoslav Šebrek (* 1982 in Herisau, Kanton Appenzell Ausserrhoden) ist ein Schweizer Schauspieler kroatischer Herkunft.

## Leben
Šebreks Muttersprache ist Kroatisch; er spricht mittlerweile mit Schweizer Dialekt. Šebrek absolvierte von 2004 bis 2008 eine Schauspielausbildung an der Zürcher Hochschule der Künste.
Während seiner Ausbildung spielte er unter anderem bereits die Titelrolle in Tartuffe (Regie: Philip Bartels), den Brandstifter Josef Schmitz in Biedermann und die Brandstifter (Regie: Jan Philipp Gloger) und den Prinzen in Elfriede Jelineks Prinzessinnendramen (Regie: Heike M. Götze). Von 2006 bis 2008 hatte er ein erstes Festengagement am Theater an der Sihl in Zürich.
Von 2008 bis 2010 war er festes Ensemblemitglied am Schauspiel Essen unter der Intendanz von Anselm Weber. Dort trat er unter anderem als Alt in dem Theaterstück Krankheit der Jugend (Premiere: Spielzeit 2008/09; Regie: Nuran David Calis), als Freund Cliff Lewis in dem Drama Blick zurück im Zorn (Regie: Heike M. Götze) und als Tempelherr in Nathan der Weise (Spielzeit 2009/10; Regie: Lisa Nielebock) auf.
In Calis’ Inszenierung von Krankheit der Jugend – seine Rolle war von einem Arzt, der Sterbehilfe geleistet hatte, zum Dealer uminterpretiert worden – spielte Šebrek einen „anstrengend sympathischen, so schuld- wie verantwortungsbewussten Gutmenschen, der auf dem Weg zum Allgemeinmediziner jede Party und auch mal einen flotten Dreier mitnimmt. Ein cooler Spruch geht ihm genauso locker über die Lippen wie ein moralischer Grundsatz.“ In Nielebocks Nathan-Inszenierung spielte Šebrek den Tempelherrn als „naiv-verwirrten Jüngling“.
Ab der Spielzeit 2010/11 war Šebrek als festes Ensemblemitglied am Schauspielhaus Bochum engagiert. Dort spielte er unter anderem Tempelherr in Nathan der Weise (Premiere: Oktober 2010), Major Crampas in einer Bühnenfassung von Effi Briest (Premiere: Februar 2011), den Dichter Lignière in Cyrano de Bergerac (Premiere: Spielzeit 2010/11; Regie: Katharina Thalbach), den Gangster Ernesto Roma in Der aufhaltsame Aufstieg des Arturo Ui (Premiere: Spielzeit 2010/11; Mai 2011), den Sohn Happy Loman in Tod eines Handlungsreisenden (Spielzeit 2011/12) und den jugendlichen Liebhaber Titta Nane in Zoff in Chioggia (Spielzeit 2011/12; Bearbeitung und Regie: Nuran David Calis).
Seit der Spielzeit 2013/14 ist er festes Ensemblemitglied am Nationaltheater Weimar. Dort spielte er bisher u. a. Dichter/Wagner/Valentin u. a. in Faust I (Premiere: Spielzeit 2013/14), Illo in Wallenstein (Premiere: Spielzeit 2014/15) und Ruprecht in Der zerbrochne Krug (Spielzeit 2014/15). In der Spielzeit 2015/16 übernahm er dort neben Max Landgrebe (als Kaiser Zeno), die Rollen Apollyon/Ämilian in Romulus der Große von Friedrich Dürrenmatt. In der Spielzeit 2015/16 übernahm er außerdem die Rollen Zettel/Pyramus in einer Neuinszenierung der Shakespeare-Komödie Ein Sommernachtstraum. In der Spielzeit 2017/18 war er der Klosterbruder in einer Neuinszenierung von Nathan der Weise unter der Regie von Hasko Weber. Zur Eröffnung des „Kunstfestes Weimar“ stand er im August 2018 als Macduff in einer Neuinszenierung des Shakespeare’schen Macbeth (Regie: Christian Weise) auf der Bühne des Nationaltheaters Weimar und spielte diese Rolle dort auch in der Spielzeit 2018/19.
Šebrek übernahm auch einige Film- und Fernsehrollen. Seit 2005 wirkte er in mehreren Kurzfilmen mit.
In der Seifenoper Alles was zählt hatte er 2011/2012 eine durchgehende Serienrolle als Fabian Feldkamp. Er spielte den Pressesprecher des BDE („Bund Deutscher Eiskunstlauf“) und Vergewaltiger der Rollenfigur Katja Bergmann. Im Oktober 2018 war er in der 18. Staffel der ZDF-Serie SOKO Leipzig in einer Episodenhauptrolle als brutaler Drogendealer René Scholl zu sehen. In der 22. Staffel der ZDF-Serie SOKO Leipzig (2022) übernahm er erneut eine Episodenhauptrolle, diesmal als Verlobter einer jungen Motorradfahrerin, der, von Trauer und Wut getrieben, durch Selbstjustiz den Tod seiner Freundin rächen will.
Šebrek ist mit der Theaterschauspielerin Nadja Robiné liiert, die ebenfalls am Nationaltheater Weimar engagiert ist; das Paar hat zwei gemeinsame Kinder.

## Filmografie (Auswahl)
- 2005: Mercutio (Kurzfilm)
- 2006: Eine Erinnerung an eine Psychose (Kurzfilm)
- 2008: Unverbesserlich (Musikvideo)
- 2010: Wenn der Tod kommt
- 2011: Kommissar Stolberg – Unter Feuer (Fernsehserie, eine Folge)
- 2011–2012: Alles was zählt (Fernsehserie)
- 2015: Block B – Unter Arrest (Fernsehserie)
- 2017: Der Bestatter – Schlagabtausch (Fernsehserie, eine Folge)
- 2017: Finding Camille
- 2018: SOKO Leipzig – Nein heißt Nein (Fernsehserie, eine Folge)
- 2022: SOKO Leipzig – Die Angst fährt mit (Fernsehserie, eine Folge)